# خوليو باربيرو
خوليو باربيرو (بالإسبانية: Julio Barbero)‏ هو لاعب دارت إسباني، ولد في 2 سبتمبر 1970 في قونكة في إسبانيا.